# Rönnskärssjukan
Rönnskärssjukan var ett begrepp som under 1950-talet användes för att beskriva ett sjukdomstillstånd med irritationsbesvär i luftvägsslemhinnorna. Orsaken till namnet var att symtomen främst sågs hos arbetare vid Rönnskärsverken, Sveriges "enda primära smältverk för framställning av basmetaller såsom koppar, bly, guld, silver och zink". Symtomen uppmärksammades från 1937 och framåt. Rönnskärssjukan ledde till dödsfall.